# Шкут

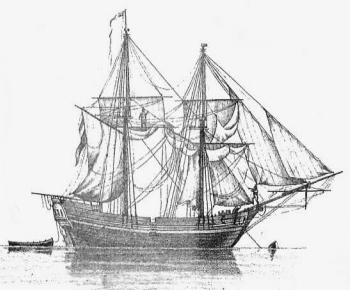
Двухмачтовый марсельный шкут

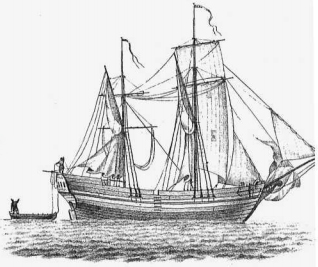
Двухмачтовый крюйсельный шкут

Шкут, шкута, шкоут, шхоут или шхут (нидерл. schoot) — плоскодонное парусно-гребное грузовое судно прибрежного плавания.

## Описание судна
Плоскодонные парусно-гребные суда прибрежного плавания. Строились одно-, двух- и трёхмачтовые шкуты, оснащённые латинскими парусами.

## Применение
Использовались преимущественно для каботажного плавания в качестве транспортных судов, использовались также для перевозки грузов по рекам и озерам. Иногда использовались как транспортные военные суда и могли нести на борту несколько пушек.
В составе Российского флота суда данного типа использовались в начале XVIII века, в большом количестве строились для Балтийского флота, единичные экземпляры входили в состав Каспийской флотилии, также использовался ряд трофейных судов, захваченных у шведов.